# Баллимина (район)

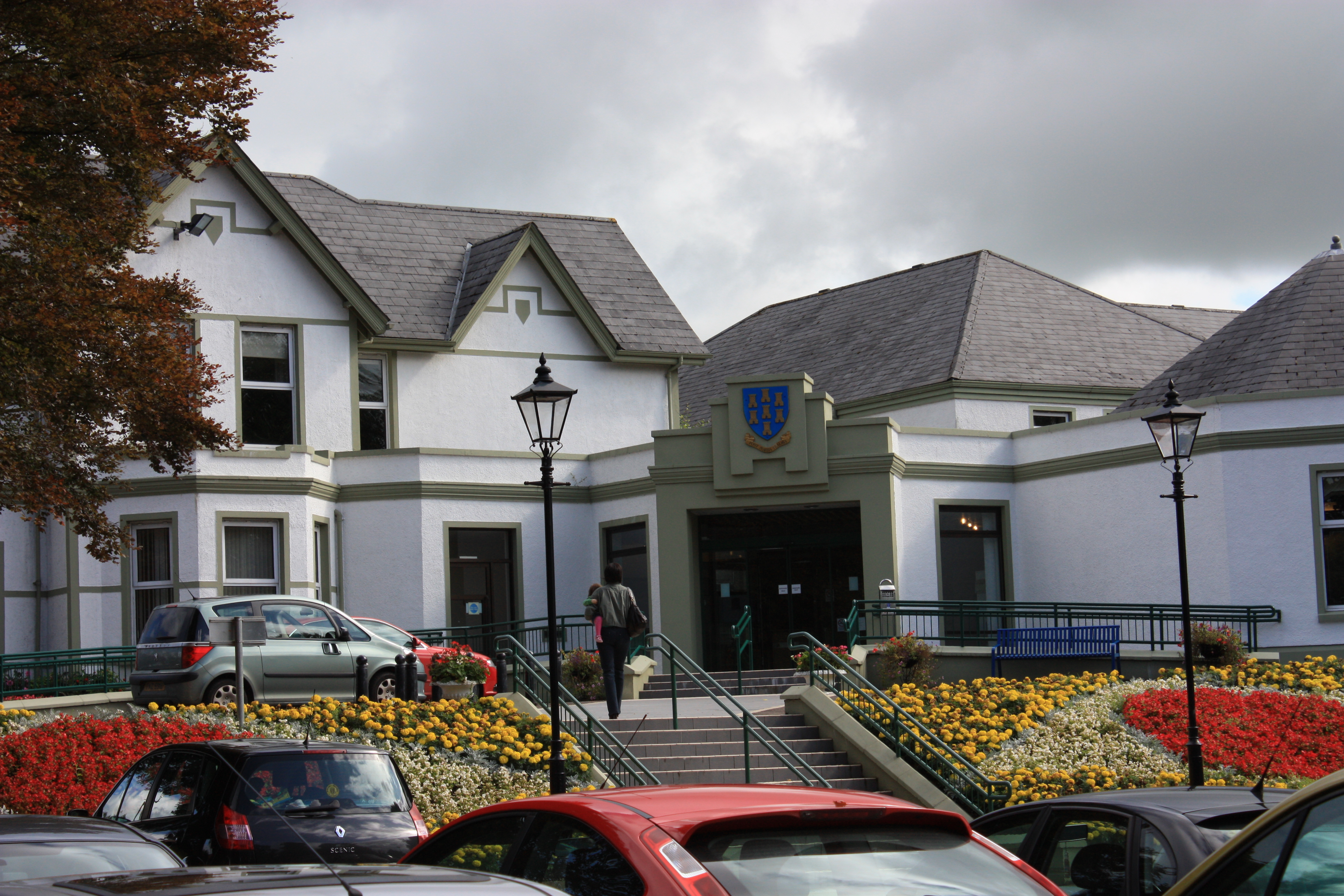
Управление района

Баллимина (англ. Ballymena Borough Council) — район, существовавший до 1 апреля 2015 года в графстве Антрим Северной Ирландии.
В 2011 году планировалось объединить район с районами Ларн и Каррикфергус, однако в июне 2010 года Кабинет министров Северной Ирландии сообщил, что не может согласиться с реформой местного самоуправления и существующая система районов останется прежней в обозримом будущем.
С 1 апреля 2015 года объединен с районами Ларн и Каррикфергус в район Мид-энд-Ист-Антрим.